# Gamarús del Magrib
El gamarús del Magrib (Strix mauritanica; syn: Strix aluco mauritanica) és una espècie d'ocell de la família dels estrígids (Strigidae). Es troba al nord-oest d'Àfrica.

## Taxonomia
En la llista mundial d'ocells del Congrés Ornitològic Internacional (versió 10.1, gener 2020) aquest tàxon fou reconegut com una espècie de ple dret, segmentant-lo del gamarús euroasiàtic en base a diferències morfològiques, genètiques i acústiques. Tanmateix, altres obres taxonòmiques, com el Handook of the Birds of the World i la quarta versió de la BirdLife International Checklist of the birds of the world (Desembre 2019), el consideren encara una subespècie del gamarús euroasiàtic (Strix aluco).